# Marie Magdalena Tomanová
Marie Magdalena Tomanová (rozená Brautfergerová, později Pražská, 9. července 1893 Praha – ?) byla česká úřednice, rozhlasová hlasatelka a redaktorka, v letech 1929 až 1945 působící v československém Radiojournalu, později zaměstnaná u Československého státního filmu. Vedle např. Zdenky Wallo či Vlasty Voborské-Slavické byla jednou z prvních československých rozhlasových hlasatelek.

## Život

### Mládí
Narodila se v Praze do zaopatřené evangelické rodiny. Střední vzdělání získala na českých školách v Praze, dále pak ve švýcarském Curychu a Lausanne. Posléze uměla německy, francouzsky, italsky a rusky. Díky znalosti těsnopisu byla následně zaměstnána pro některá velvyslanectví. Provdala se jako Tomanová, manželství bylo později rozvedeno.

### Rozhlas
1. dubna 1929 pak byla přijata jako do pražského Radiojournalu, hlavní vysílací stanice v zemi, založené roku 1923 Eduardem Svobodou, Milošem Čtrnáctým a pozdějším dlouholetým ředitelem Ladislavem Šourkem, jako výpomocná redaktorka a hlasatelka. Její práce byla rozdělena na hlasatelskou a kancelářskou část, nicméně se stala třetí profesionální hlasatelkou Radiojournalu, po Emílii Tučkové-Kočové a Zdence Wallo. Od roku 1936 se zapojila do přípravy nově zřízeného zahraničního vysílání. Kvůli vysílání do Jugoslávie si Tomanová osvojila též srbochorvatštinu.

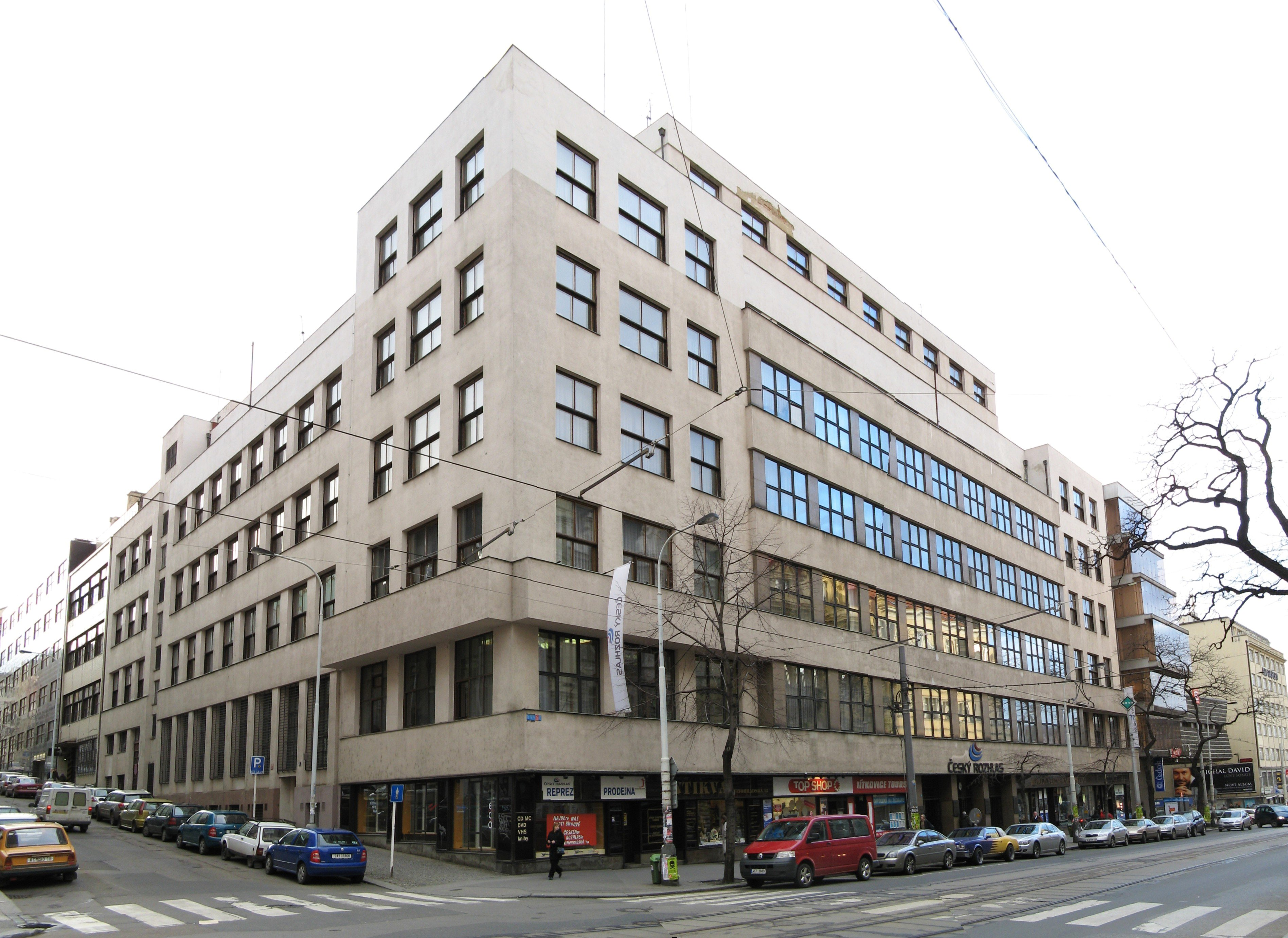
Hlavní budova někdejšího Radiojournalu v Praze ve Vinohradské ulici

Od období zřízení tzv. druhé republiky roku 1938 a následného vzniku Protektorátu Čechy a Morava 15. března 1939 bylo vysílání Čs. rozhlasu pod vlivem politiky a propagandy nacistického Německa, Tomanová tak častěji vysílala v němčině. Roku 1942 se provdala za zaměstnance rozhlasu Přemysla Pražského a začala užívat příjmení Pražská. Manželství bylo rozvedeno v roce 1945.
Během své práce pro rozhlas žádala několikrát o mimořádný finanční příspěvek ze zdravotních důvodů. Rovněž je zaznamenáno několik jejích chyb a pracovních nedostatků, za které byla pokutována.

### Po roce 1945
Roku 1945 podala Tomanová výpověď z důvodu nabídky funkce generální sekretářky u zplnomocněnce pro dovoz a vývoz filmů pro Československou republiku (Československý státní film). Ve filmovém průmyslu pracovala i následujících letech.